# Han Xue (nadadora)
Han Xue (en chino: 韓雪; Pekín, 21 de septiembre de 1981) es una deportista china que compitió en natación.
Ganó tres medallas en el Campeonato Mundial de Natación en Piscina Corta, entre los años 1995 y 1999.

## Palmarés internacional
| Campeonato Mundial en Piscina Corta | Campeonato Mundial en Piscina Corta | Campeonato Mundial en Piscina Corta | Campeonato Mundial en Piscina Corta |
| Año                                 | Lugar                               | Medalla                             | Prueba                              |
| ----------------------------------- | ----------------------------------- | ----------------------------------- | ----------------------------------- |
| 1995                                | Río de Janeiro (Brasil)             | Medalla de oro                      | 4 × 100 m libre                     |
| 1997                                | Gotemburgo (Suecia)                 | Medalla de oro                      | 4 × 100 m estilos                   |
| 1999                                | Hong Kong (China)                   | Medalla de bronce                   | 50 m braza                          |